# Nogometni klub Zrinski Osječko 1664
Il Nogometni klub Zrinski Osječko 1664 è una squadra di calcio di Osijek, in Croazia.
Fino al 21 agosto 2023 il club si chiamava Nogometni klub Zrinski Jurjevac ed aveva la sede a Jurjevac Punitovački, un paese nel comune di Punitovci, una località nella regione di Osijek e della Baranja.
Il club prende il nome da Nikola Šubić Zrinski, eroe nazionale croato.
Nel giugno 2023 vince gli spareggi e viene promosso per la prima volta in seconda divisione.

## Storia
Lo Zrinski viene fondato nel 1937 dal proprietario di un negozio del posto, Adam Buček–Ribička, che è considerato il fondatore del club. Il club viene inizialmente chiamato "Sloga", ma solo quattro giorni dopo viene rinominato "Zrinski". A livello ufficiale, lo NK Zrinski viene fondato il 1º marzo 1970, quando viene registrato nel registro del municipio di Đakovo come organizzazione sociale. Negli anni della Jugoslavia socialista, il massimo risultato è la partecipazione alla Međuopćinska nogometna liga Istok 1984-85 (quinta divisione), dove il 13º posto su 14 lo condanna alla retrocessione.
Dall'indipendenza della Croazia, il club milita nella 3. ŽNL Osijek-Baranja (terza divisione regionale) fino alla stagione 2004-05, quando viene promosso un 2. ŽNL. Dopo tre stagioni, diviene campione della 2. ŽNL Osijek-Baranja nel 2008-09 e viene promosso in 1. ŽNL. Nel 2012 vince anche questo torneo e viene promosso nel campionato intercomunale, la MŽNL Osijek – Vinkovci (quarta divisione, girone in cui partecipano club della regione Osijek-Baranja e di quella della Vukovar-Sirmia).
Nel maggio 2013 vince la Kup NS Đakovo battendo 4-2 la Torpedo Kuševac. Nel 2014 viene sconfitto nella finale della Kup Županijskog nogometnog saveza Osječko-baranjske županije (la coppa regionale) per 0-1 dal BSK Bijelo Brdo. Il piazzamento gli consente la partecipazione alla Coppa di Croazia 2014-15.
Nell'agosto 2023, il presidente del club Ivan Komak trasferisce la sede ad Osijek e cambia il nome in Zrinski Osječko 1664, dal nome dell'omonima birreria. Komak coltiva un ambizioso progetto in cui è previsto un ulteriore trasferimento a Zagabria (per la posizione centrale nel Paese e l'attrattiva per i giocatori) e la partecipazione alle coppe europee.

## Palmarès

### Competizioni regionali
- Treća nogometna liga: 1

2017-2018 (girone Est)

## Strutture

### Stadio
Lo stadio di Jurjevac Punitovački era lo Stadion Bara, un impianto da 1000 posti. Essendo questo stadio inadatto alle categorie superiori, il NK Zrinski utilizzava lo stadio della vicina Čepin, lo Športsko-rekreacijski centar Čepin.
Con il trasferimento a Osijek il club utilizza il Gradski vrt, l'ex stadio del NK Osijek, pagando un affitto di 100.000 euro annui alla città.

## Calciatori
- Hrvoje Milić
- Igor Prijić
- Stipe Vrdoljak
- Mario Jelavić
- Eugeniu Rebenja

## Palmarès
- Vincitore Općinske liga Đakovo: 1983-84
- Vincitore 3. ŽNL Osječko-baranjska, NS Đakovo: 2004-05
- Vincitore 2. ŽNL Osječko-baranjska, NS Đakovo: 2008-09
- Vincitore 1. ŽNL Osječko-baranjska: 2011-12
- Vincitore  Kup NS Đakovo: 2013